# きこうでんみさの”おまいら見るな!!”
きこうでんみさの“おまいら見るな!!”（きこうでんみさのおまいらみるな）は、インターネットテレビ番組のGyaOジョッキーで放送されていたトークバラエティ番組である。2007年1月31日-2008年2月27日 全55回放送

## 概要
きこうでんみさといちご姫のぬかるみトークバラエティ。毎週水曜日、22時～23時に生放送。HQN（はきゅん）こときこうでんみさが毎回様々なコスプレで登場する。

## 出演者

### レギュラー
- きこうでんみさ
- いちご姫

### ゲスト
- 彩音まい、FICE（2007年3月21日）
- 三代目葵マリー、ぴことちこ（2007年3月28日）
- 長谷真理香(出演当時)（2007年4月25日）
- 藤咲理香、分銅恵（2007年6月20日）
- 森崎まみ（2007年6月27日）
- 小明（2007年7月11日,8月1日,8月22日,10月31日,2008年2月27日）,台湾よりVTR出演（2007年8月29日）
- 岡田斗司夫（2007年7月25日）
- クレイジードールズ（2007年9月19日）
- 直井たかし（2007年10月10日）
- 新井みほ（2008年2月13日）
- チャッター3人(2008年2月27日)

## コーナー
サブタイトル募集番組中に番組のサブタイトルを募集し、次回のタイトルコールのときにそのサブタイトルを発表する。サブタイトルには、「もじゃ」という言葉がしばしば使われる。変化形として「わっさ」という言葉も登場した。
- 放送回:サブタイトル

第4回:もじゃる丸でおじゃる
第5回:今すぐいれてカセットを
第6回:もじゃもじゃじゃねぇよ、わっさだよ
第7回:いちご姫にはてぃんこついてます
第8回:もじゃが怖くて赤いきつねが食えるか
第9回:いちご姫のてぃんこちょっと曲がってます
第10回:写真集1人5冊は買えよ
第11回:お米を送ってください
第12回:毎日が姫はじめ
第13回:今が稼ぎ時なので休ませませんbyマネージャー
第14回:ピカーピカピカピッカチュウ
第15回:もじゃでもじゃでもんじゃもんじゃ
第16回:てぃんこ音頭の11番以降の歌詞、激しく募集中
第17回:にゃんにょでなんにょでにゃんにょなんにょ
第18回:きこうでんみさが首長族と出会った
第19回:しょっぱさ1.5倍でお送りします
第20回:そろそろスペシャルやりたいなやってやろうじゃん20回スペシャル
第21回:この番組とにかく耐える番組です、今まで耐えてくれたみんなありがとう
第22回:この番組の半分は、はきゅんの涙でできてます
第23回:腹黒くたっていいじゃない、かわいいんだから
第24回:最終兵器のあかりんで視聴率1位を狙います
第26回:はきゅんが書いた手紙きっといっちーに捨てられちゃいます
第27回:神様あの汚らわしい淫獣からお守りください
第28回:ファンの名前なんていちいち覚えてられるか～ブキー
第29回:今日はゲストに板東英二さんと大塩平八郎さんを迎えてお送りしま～す
第30回:も～お兄ちゃん、またみさの部屋から下着だけ持ってって～
第31回:何事もなかったかのように番組続けま～す
第32回:板東英二さん、今日の中日は調子どうですか？
第33回:いっちーはモンゴルで激しくダイエットをしています
はきゅ～ん！生撮会ぃ～！【設定】、【ポーズ】、【セリフ】を生放送中に募集し、撮影会を行う。いちご姫が気に入ったものは、ポラロイドで撮影され、視聴者にプレゼントされる。2007年2月14日(第3回放送)より撮影会の延長として生着替えが始まる。2007年3月14日（第7回放送）より視聴者への募集要望が【設定】、【一言目】に変更。さらに、2007年3月21日（第8回放送分）からは、【セリフ】のみの募集となり、残りの設定とポーズは、きこうでんみさのアドリブとなった。たまに画面上に謎のメッセージ「カセットを入れてください」が出るときがある。
いちご姫プロデュース2007年2月21日（第4回放送分）よりスタート。いちご姫が持ってきたエロ系コスプレに生着替えを行う。
100対HQN きこうでんみさ お笑い芸人への道！2007年4月4日（第10回放送分）よりスタート。スタッフから出されたお題を受けて、きこうでんみさと視聴者が面白回答を競い合う。きこうでんみさが負けた場合は、罰ゲームがある。
きこうじえん<HQNの広辞苑なんだからねっ!>
きこうでんみさが言いそうな言葉をチャッターに募集してその言葉と意味を決めていくコーナー。

1.びえ～びえ～…体の一部からブルーチーズの臭いがしたとき

2.ATM…熱海で時々マゾ

3.DP…ドラゴンポール

4.ヘルニー…もう1つの恋

5.TDL…チビデブラブ

6.ワンニャン…何だ、ウナギ犬ジャ無いのか

7.(‘∀＜)うぴ…うっせーよ、ピーピー

8.ジョッキー病…ブサイクとかわいいの区別がつかなくなる

9.自由な丘…食べすぎた後のお腹

10.浪漫飛行…モジャモジャパニック

### コスプレ一覧
きこうでんみさが、番組中に着用していたコスプレ一覧。
- 第1回放送（2007年1月31日） Costume Gardenで売っている「ネコ型メイド（水色）」
- 第2回放送（2007年2月7日）涼宮ハルヒの憂鬱の涼宮ハルヒ
- 第3回放送（2007年2月14日） ヴァンパイア騎士の夜間制服／黒猫
- 第4回放送（2007年2月21日） アンナミラーズのウェイトレス／チャイナドレス
- 第5回放送（2007年2月28日） 銀魂の神楽／エロナース
- 第6回放送（2007年3月7日） 新世紀エヴァンゲリオンの惣流・アスカ・ラングレー／機動戦士ガンダムSEED DESTINYのミーア・キャンベル(Meer Campbell)
- 第7回放送（2007年3月14日） DOLLSの特別死刑執行刑務官部隊制服
- 第8回放送（2007年3月21日） D.Gray-manのリナリー・リー(Lenalee Lee)／イチゴ王国のピンクヘソ出しセーラー服
- 第9回放送（2007年3月28日）らぶドル 〜Lovely Idol〜の榊瑞樹
- 第10回放送（2007年4月4日） コードギアス 反逆のルルーシュのアッシュフォード学園制服
- 第11回放送（2007年4月11日） ファイナルファンタジーXのユウナ
- 第12回放送（2007年4月18日）BLEACHの黒崎一護
- 第14回放送（2007年5月9日）Kanonの学校制服
- 第15回放送（2007年5月16日）Fate/stay nightの制服
- 第17回放送（2007年5月30日）転生學園幻蒼録の女子制服
- 第18回放送（2007年6月6日）いっちーネコ耳
- 第19回放送（2007年6月13日）チアガール

## 主な出来事
- きこうでんみさは自分のMyGyaOIDを持っているので、生放送中に視聴者とチャットで会話することもある。
- 生放送ランキングもしくはアーカイブ視聴ランキング[1]1位を取ると、次回の番組中に「チンコ音頭」（2ちゃんねるから生まれた猥歌、関連：マララー）を歌う。
- 2007年3月14日の配信ではいちご姫の手紙に感動の涙を流したが、2007年3月21日の2時間SPでは、手紙を楽屋に忘れたことが発覚した。
- 2007年3月21日の2時間SPではFICEといちご姫がオタ芸を披露したが、きこうでんみさは踊れなかった為スタッフにチャットをするように命じられた。
- 2007年4月25日の放送できこうでんみさ写真集発売イベントの様子が紹介されファン及びGyaOジョッキーチャット参加者が出演していた。
- 2007年6月6日の放送では、いちご姫の生着替え中にカメラマンの悪ふざけによりGyaOジョッキー初[2]のカラーバーが出現した。
- 2007年6月13日の放送20回スペシャルでは、「ガチンコ!芸能人玉の輿学院」で共演した藤咲理香・武藤恵の2人がスペシャルゲストとして登場、ガチンコ!同窓会の様相を呈して大いに盛り上がった。そもそもこの二人が招待された理由と言うのは、本来ならばスタッフのマサオが事前にスペシャルゲストを用意する手筈となっていたのだが、マサオ自身が別番組の準備に夢中になるあまり、その事を生放送前日になるまですっかり忘れてしまっており、連絡を受けたいちご姫が前日夜中にあわてて2人にオファーを出した事で実現したものであった。
- 100対HQN きこうでんみさ お笑い芸人への道！での罰ゲームで、きこうでんがセンブリ茶を飲んだが、あまりのまずさに悶絶し、しばらく号泣、番組に復帰できない状況になった。実際に飲んだセンブリ茶は本来のものよりも濃い目に淹れられていた。
  - また、ドリアンキャンディーやはちのこの佃煮、さらにノニジュースを罰ゲームで口にした時にも、悶絶、号泣している。
- 小明がゲストに来たときには、毒舌かつドSトークが炸裂。Mであるきこうでんはメロメロだった。
- 2007年8月15日の放送で、同月29日の放送を以って終了するという予告がディレクターから出され、二人ともショックであった。実際の29日の放送も最終回の雰囲気できこうでんも泣き状態であったが、実際にはドッキリで、9月以降も放送することが決まっていた。
  - さらに、いちご姫の「卒業」が発表され、きこうでんが号泣したが、これもドッキリであった。
- 2008年2月27日の放送で、番組が終了すると告知があった。

1. ↑  2009年現在GyaOジョッキーのみのアーカイブ視聴ランキングはない。
2. ↑  チャット係のまさおさんが語っていた。